# Supercoppa turca 2018 (pallavolo maschile)
La Supercoppa turca 2018 si è svolta il 9 ottobre 2018: al torneo hanno partecipato due squadre di club turche e la vittoria finale è andata per la quarta volta all'Halkbank.

## Regolamento
Le squadre hanno disputato una gara unica.

## Squadre partecipanti
| Squadra        | Qualificazione                                          | Ultima partecipazione |
| -------------- | ------------------------------------------------------- | --------------------- |
| Halkbank       | Vincitrice Efeler Ligi 2017-18/Coppa di Turchia 2017-18 | Supercoppa turca 2017 |
| Maliye Piyango | Finalista Coppa di Turchia 2017-18                      | Debutto               |

## Torneo
| 9 ottobre 2018 Başkent Voleybol Salonu, Ankara Durata: 2h:23 - Spettatori: 2 500 | Halkbank | 3 - 2 | Maliye Piyango | 23-25, 22-25, 25-23, 25-21, 15-11 |